# Давид, Фелисьен-Сезар
Фелисьен Сезар Давид (фр. Félicien-César David; 13 апреля 1810, Кадене, Воклюз — 29 августа 1876, Сен-Жермен-ан-Ле) — французский композитор.

## Биография
Фелисьен Сезар Давид родился 13 апреля 1810 года в городе Кадене.

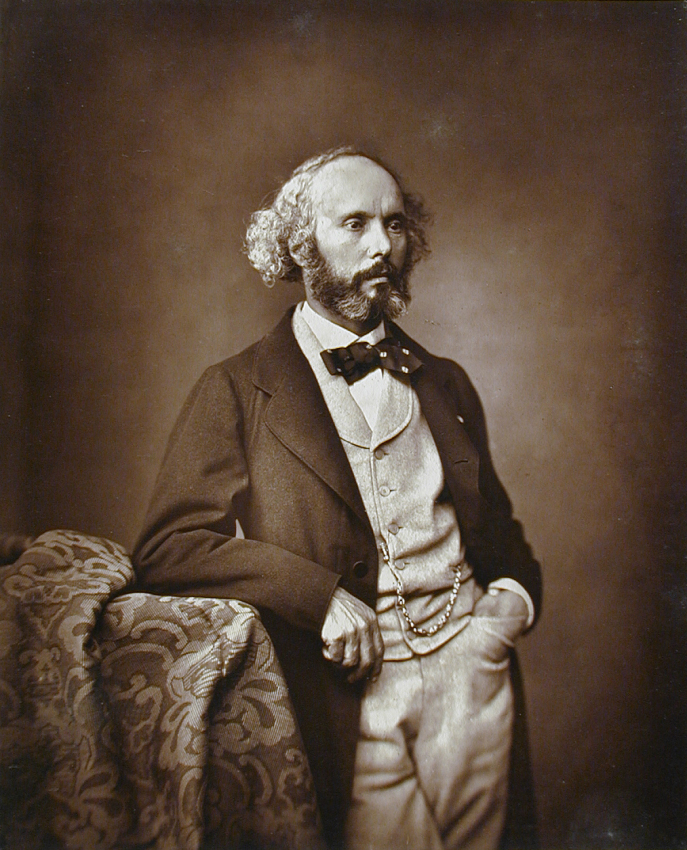
Фелисьен Сезар Давид

Начинал заниматься музыкой как хорист в Соборе Спасителя в городе Экс-ан-Провансе, в 1829 году возглавил хор, однако пришёл к выводу, что его музыкальное образование недостаточно, и отправился в Парижскую консерваторию, где занимался, в частности, у Франсуа Жозефа Фети и Франсуа Бенуа, а также ассистировал Анри Наполеону Реберу в его частном классе гармонии.
После полутора лет (1830—1831) занятий в консерватории Давид увлёкся сенсимонизмом, а когда это течение подверглось репрессиям, вместе с некоторыми другими его приверженцами уехал из Франции на Ближний Восток. Ориентальные темы, проникшие в творчество Давида благодаря этой поездке, отразились в оде-симфонии «Пустыня» (1844), оратории «Моисей на Синае» (1846), опере «Лалла-Рук» (1862) и других его сочинениях.
В конце шестидесятых годов XIX века Давид посетил столицу Российской империи город Санкт-Петербург, где дирижировал несколькими концертами.
Кроме вышеупомянутых сочинений композитора, им написаны: двадцать четыре квинтета для струнных инструментов «Четыре времени года», оперы «Сапфир» и «Геркуланум», кантата «Христофор Колумб» и другие произведения.
Фелисьен Сезар Давид умер 29 августа 1876 года в Сен-Жермен-ан-Ле.